# Држављанство Босне и Херцеговине
Држављанство Босне и Херцеговине  је држављанство које се може добити у Босне и Херцеговине. Сви држављани Босне и Херцеговине морају имати држављанство Републике Српске или Федерације Босне и Херцеговине. Држављани БиХ могу мењати ентитетско држављанство, што не утиче на само држављанство БиХ.
Базира се на принципу прекла (лат. ius sanguinis).

## Стицање држављанства Босне и Херцеговине
Држављанство Босне и Херцеговине стиче се на један од следећих начина:
- Пореклом
- Рођењем на територији БиХ
- Усвајањем
- Путем натурализације
- Путем међународног уговора

Детаљни принципи стицања држављанства су разрађени у ентитетским законима о држављанству, док сам Закон о држављанству Босне и Херцеговине основе, које ентитетски закони понављају са детаља.

## Престанак држављанства БиХ
Држављанство БиХ може престати на један следећих начина:
- По сили закона
- Одрицањем
- Отпустом
- Одузимањем
- Међународним споразумом

Детаљни принципи губитка држављанства су разрађени у ентитетским законима о држављанству, док сам Закон о држављанству Босне и Херцеговине основе, које ентитетски закони понављају са детаља.

## Преиспитивање држављанства
У послератном периоду било је неколико преиспитивања држављанства БиХ. Ревизија се обављала за особе које су стекле држављанство у периоду од 6. априла 1992. године до 1. јануара 2006. године. Последња, трећа, ревизија је започета почетком октобра 2015. године, а рок за доставу документације је био 8. октобра 2016. године. У тој ревизи је обухваћено 19 хиљада држављана. У претходне 2 ревизије око 1200 особа је изгубило држављанство.

## Двојно држављанство
Држављанин БиХ може имати држављанство неке друге државе уколико је потписан и одобрен у парламетарној скупштини споразум између Босне и Херцеговине и те државе.
Списак држава са којом БиХ има ратификоване споразуме о двојном држављанству:
- Република Србија (споразум потписан 29.10.2002. године)[9][а]
- Краљевина Шведска (споразум потписан 20.12.2004. године)[10]
- Република Хрватска (споразум потписан 24.07.2007. године)[11]